# Santana's Greatest Hits
Santana's Greatest Hits es el primer álbum recopilatorio de la agrupación Santana, publicado en 1974. Ofrece las canciones más exitosas de los tres primeros álbumes de la banda, Santana, Abraxas y Santana III.

## Lista de canciones
1. "Evil Ways" (Single version) (Clarence "Sonny" Henry) - 3:00
2. "Jingo" (Babatunde Olatunji) - 4:22
3. "Hope You're Feeling Better" (Gregg Rolie) - 4:11
4. "Samba Pa Ti" (Carlos Santana) - 4:47
5. "Persuasion" (Single version) (Santana, Rolie, José Areas, David Brown, Michael Shrieve, Michael Carabello) - 2:34
6. "Black Magic Woman" (Single version) (Peter Green) - 3:17
7. "Oye Como Va" (Tito Puente) 4:19
8. "Everything's Coming Our Way" (Santana) - 3:16
9. "Se a Cabó" (Areas) - 2:51
10. "Everybody's Everything" (Santana, Tyrone Moss, Brown) - 3:31